# Туркманская народная партия
Туркманская народная партия (тур. Türkmen Halk Partisi) — политическая партия, представляющая туркменское меньшинство в Ираке. Основанная в Анкаре в 1997 году она подверглась репрессиям при Саддаме Хусейне, но смогла свободно действовать после того, как режим был свергнут силами США и их союзников в войне в Ираке.
После Лозаннского соглашения были предприняты попытки разделить и использовать иракских туркмен. Диктаторский режим, захвативший правительство в Ираке, усилил свою политику ассимиляции по отношению к туркменам, проживающим в Ираке, и попытался стереть их идентичность с помощью политики ассимиляции, присутствующей в национальной политической повестке дня. В ответ была создана Туркменская народная партия.
Партия стремится сформировать центральное правительство демократической Иракской Республики путём переговоров со своими национальными, религиозными и политическими противниками для достижения соглашения, которое будет иметь минимальное сходство между участниками. Таким образом, они могут принять и подписать правительство, которое все указанные стороны должны установить соглашение.